# Lista monarhiilor contemporane

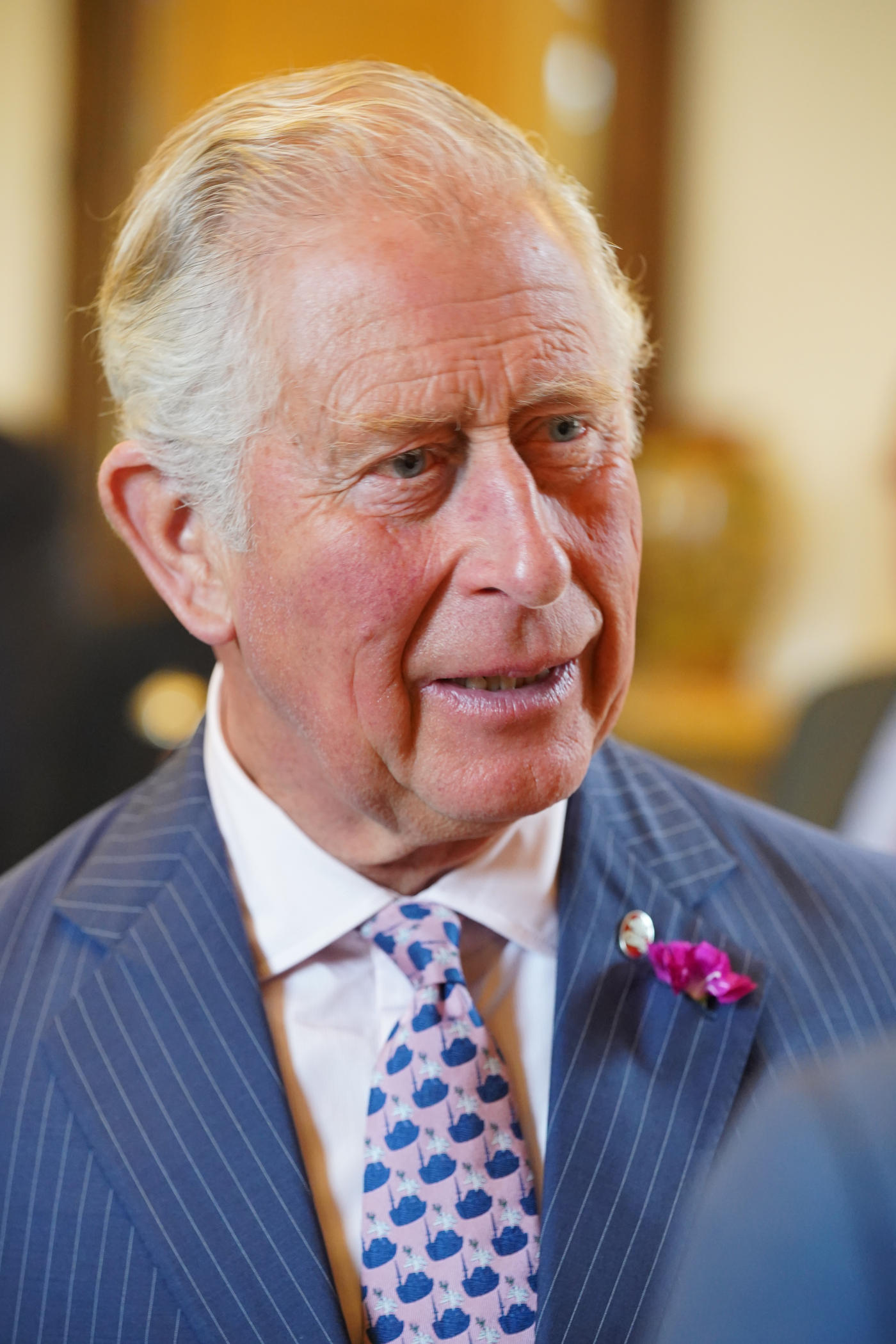
Regele Charles al III-lea

Un monarh este șeful monarhiei, o formă de guvernământ în care un stat sau sistem politic este condus de o persoană care guvernează în mod normal pe viață sau până la abdicare, și în mod tipic moștenește tronul prin naștere.   Monarhii pot fi autocrați (ca în toate monarhiile absolute), sau pot fi persoane ceremoniale, care exercită doar o putere limitată, autoritatea reală fiind investită într-un legiuitor și/sau de un cabinet executiv (la fel ca în multe monarhii constituționale). în multe cazuri, un monarh va fi, de asemenea, legat de o religie de stat. Cele mai multe state au doar un singur monarh într-un anumit moment, cu toate că atunci când monarhul este minor, nu este prezent sau există o incapacitatea de a se pronunța, guvernează o regență. Cazurile în care doi monarhi domnesc simultan într-un singur stat, așa cum este situația actuală în Andorra, este cunoscută drept coregență.
Monarhii se disting prin titlurile lor, care, în majoritatea cazurilor, sunt definite prin tradiție, și garantată prin constituția statului. Există o varietate de titluri, de exemplu „rege” și „regină”, "prinț" și „prințesă”, „principe” și „principesă”, „împărat” și „împărăteasă”. Cifrele romane sunt folosite pentru a distinge monarhii cu același nume.
În studiile politice și socioculturale, monarhiile sunt în mod normal asociate cu regula eredității; cei mai mulți monarhi s-au născut și au crescut într-o familie regală. Succesiunea a fost definită folosind o varietate de formule distincte, cum ar fi apropierea de sânge, primogenitura, și vechimea paternală. Totuși, unele monarhii nu sunt ereditare, iar conducătorul este ales printr-un proces electiv; un exemplu modern este tronul din Malaezia.
Pentru lista șefilor Caselor Regale din țările organizate actualmente ca republici, v. „lista pretendenților la Tron”.

## Lista actualelor monarhii
| Țară                                | Monarh                                                            | Dată                    | Tip                      | Succesiune            | Blazon |
| ----------------------------------- | ----------------------------------------------------------------- | ----------------------- | ------------------------ | --------------------- | ------ |
| Andorra                             | Co-prințul Joan Enric Vives Sicília și Co-prințul Emmanuel Macron | 12 mai 2003 15 mai 2017 | Monarhie constituțională | Ex officio            | N/A    |
| Antigua și Barbuda                  | Regele Charles al III-lea                                         | 8 septembrie 2022       | Monarhie constituțională | Ereditară             | N/A    |
| Arabia Saudită                      | Regele Salman bin Abdulaziz Al Saud                               | 23 ianuarie 2015        | Monarhie absolută        | Ereditară și electivă |        |
| Australia                           | Regele Charles al III-lea                                         | 8 septembrie 2022       | Monarhie constituțională | Ereditară             | N/A    |
| Bahamas                             | Regele Charles al III-lea                                         | 8 septembrie 2022       | Monarhie constituțională | Ereditară             | N/A    |
| Bahrain                             | Regele Sheikh Hamad ibn Isa Al Khalifah                           | 6 martie 1999           | Guvernare mixtă          | Ereditară             |        |
| Belgia                              | Regele Filip                                                      | 21 iulie 2013           | Monarhie constituțională | Ereditară             |        |
| Belize                              | Regele Charles al III-lea                                         | 8 septembrie 2022       | Monarhie constituțională | Ereditară             | N/A    |
| Bhutan                              | Regele Jigme Khesar Namgyel Wangchuck                             | 14 decembrie 2006       | Monarhie constituțională | Ereditară             | N/A    |
| Brunei                              | Sultanul Haji Hassanal Bolkiah                                    | 1 august 1968           | Monarhie absolută        | Ereditară             | N/A    |
| Cambodgia                           | Regele Norodom Sihamoni                                           | 24 octombrie 2004       | Monarhie constituțională | Ereditară și electivă |        |
| Canada                              | Regele Charles al III-lea                                         | 8 septembrie 2022       | Monarhie constituțională | Ereditară             |        |
| Danemarca                           | Regele Frederic al X-lea                                          | 14 ianuarie 2024        | Monarhie constituțională | Ereditară             |        |
| Emiratele Arabe Unite               | Președintele Mohammed bin Zayed al Nahyan                         | 14 mai 2022             | Mixtă                    | Electivă și ereditară |        |
| Eswatini                            | Regele Mswati III                                                 | 25 aprilie 1986         | Monarhie absolută        | Ereditară și electivă |        |
| Grenada                             | Regele Charles al III-lea                                         | 8 septembrie 2022       | Monarhie constituțională | Ereditară             | N/A    |
| Jamaica                             | Regele Charles al III-lea                                         | 8 septembrie 2022       | Monarhie constituțională | Ereditară             | N/A    |
| Japonia                             | Împăratul Naruhito                                                | 1 mai 2019              | Monarhie constituțională | Ereditară             |        |
| Insulele Solomon                    | Regele Charles al III-lea                                         | 8 septembrie 2022       | Monarhie constituțională | Ereditară             | N/A    |
| Iordania                            | Regele Abdullah II                                                | 7 februarie 1999        | Monarhie constituțională | Ereditară             |        |
| Kuwait                              | Emirul Mishal Al-Ahmad Al-Jaber Al-Sabah                          | 16 decembrie 2023       | Guvernare mixtă          | Ereditară și electivă | N/A    |
| Lesotho                             | Regele Letsie III                                                 | 12 noiembrie 1990       | Monarhie constituțională | Ereditară și electivă |        |
| Liechtenstein                       | Prințul Hans Adam II                                              | 13 noiembrie 1989       | Monarhie constituțională | Ereditară             |        |
| Luxembourg                          | Marele Duce Henri                                                 | 7 octombrie 2000        | Monarhie constituțională | Ereditară             |        |
| Malaezia                            | Regele Abdullah de Pahang                                         | 31 ianuarie 2019        | Monarhie constituțională | electivă și ereditară |        |
| Maroc                               | Regele Mahomed VI                                                 | 23 iulie 1999           | Monarhie constituțională | Ereditară             |        |
| Monaco                              | Prințul Albert II                                                 | 6 aprilie 2005          | Monarhie constituțională | Ereditară             |        |
| Noua Zeelandă                       | Regele Charles al III-lea                                         | 8 septembrie 2022       | Monarhie constituțională | Ereditară             | N/A    |
| Norvegia                            | Regele Harald V                                                   | 17 ianuarie 1991        | Monarhie constituțională | Ereditară             |        |
| Olanda                              | Regele Willem-Alexander al Țărilor de Jos                         | 30 aprilie 2013         | Monarhie constituțională | Ereditară             |        |
| Oman                                | Sultanul Haitham ben Tariq                                        | 11 ianuarie 2020        | Monarhie absolută        | Ereditară             |        |
| Papua Noua Guinee                   | Regele Charles al III-lea                                         | 8 septembrie 2022       | Monarhie constituțională | Ereditară             | N/A    |
| Qatar                               | Emirul Tamim bin Hamad Al Thani                                   | 25 iunie 2013           | Monarhie absolută        | Ereditară             | N/A    |
| Regatul Unit                        | Regele Charles al III-lea                                         | 8 septembrie 2022       | Monarhie constituțională | Ereditară             |        |
| Sfânta Lucia                        | Regele Charles al III-lea                                         | 8 septembrie 2022       | Monarhie constituțională | Ereditară             | N/A    |
| Sfântul Kitts și Nevis              | Regele Charles al III-lea                                         | 8 septembrie 2022       | Monarhie constituțională | Ereditară             | N/A    |
| Sfântul Vincent și Grenadine        | Regele Charles al III-lea                                         | 8 septembrie 2022       | Monarhie constituțională | Ereditară             | N/A    |
| Spania                              | Regele Felipe al VI-lea                                           | 19 iunie 2014           | Monarhie constituțională | Ereditară             |        |
| Suedia                              | Regele Carl XVI Gustaf                                            | 15 septembrie 1973      | Monarhie constituțională | Ereditară             |        |
| Thailanda                           | Regele Vajiralongkorn                                             | 13 octombrie 2016       | Monarhie constituțională | Ereditară             |        |
| Tonga                               | Regele Tupou al VI-lea                                            | 18 martie 2012          | Monarhie constituțională | Ereditară             |        |
| Tuvalu                              | Regele Charles al III-lea                                         | 8 septembrie 2022       | Monarhie constituțională | Ereditară             | N/A    |
| Sfântul Scaun (Cetatea Vaticanului) | Papa Leon al XIV-lea                                              | 8 Mai 2025              | Monarhie absolută aleasă | electivă              |        |